# Linaria (aves)
Linaria é um género de pequenas aves passeriformes da família dos tentilhões (Fringillidae) que contém quatro espécies de pintarroxo. O nome do género "Linaria" provem do nome latino para tecelão de linho (linum).
Estas espécies foram incialmente incluídas no género Carduelis, mas um estudo filogenético molecular do ADN mitocondrial e nuclear publicado em 2012 concluíu que esse género era polifilético, pelo que foi dividido em géneros monofiléticos e essas quatro espécies de pintarroxos movidas por um ressuscitado género Linaria. O nome foi inicialmente criado pelo naturalista alemão Johann Matthäus Bechstein.
O género contém quatro espécies:
- Pintarroxo-de-bico-amarelo (Linaria flavirostris)
- Pintarroxo-comum (Linaria cannabina)
- Pintarroxo-de-warsangli (Linaria johannis)
- Pintarroxo-do-yemen (Linaria yemenensis)